# خفاش میوه‌خوار بال‌نقطه‌ای
خفاش میوه‌خوار بال‌نقطه‌ای (نام علمی: Balionycteris maculata) نام یک گونه از تیره خفاش میوه‌خوار است.